# Ktyr callarus
Ktyr callarus är en tvåvingeart som beskrevs av Pavel Lehr 1981. Ktyr callarus ingår i släktet Ktyr och familjen rovflugor.
Artens utbredningsområde är Mongoliet. Inga underarter finns listade i Catalogue of Life.